# Diplopseustoides
Diplopseustoides is een geslacht van vlinders van de familie van de grasmotten (Crambidae), uit de onderfamilie van de Lathrotelinae. De wetenschappelijke naam en de beschrijving van dit geslacht werden voor het eerst in 2012 gepubliceerd door Christian Guillermet. 
Dit geslacht is monotypisch, dat wil zeggen dat het maar één soort heeft namelijk Diplopseustoides mineti Guillermet, 2012.